# 곰주

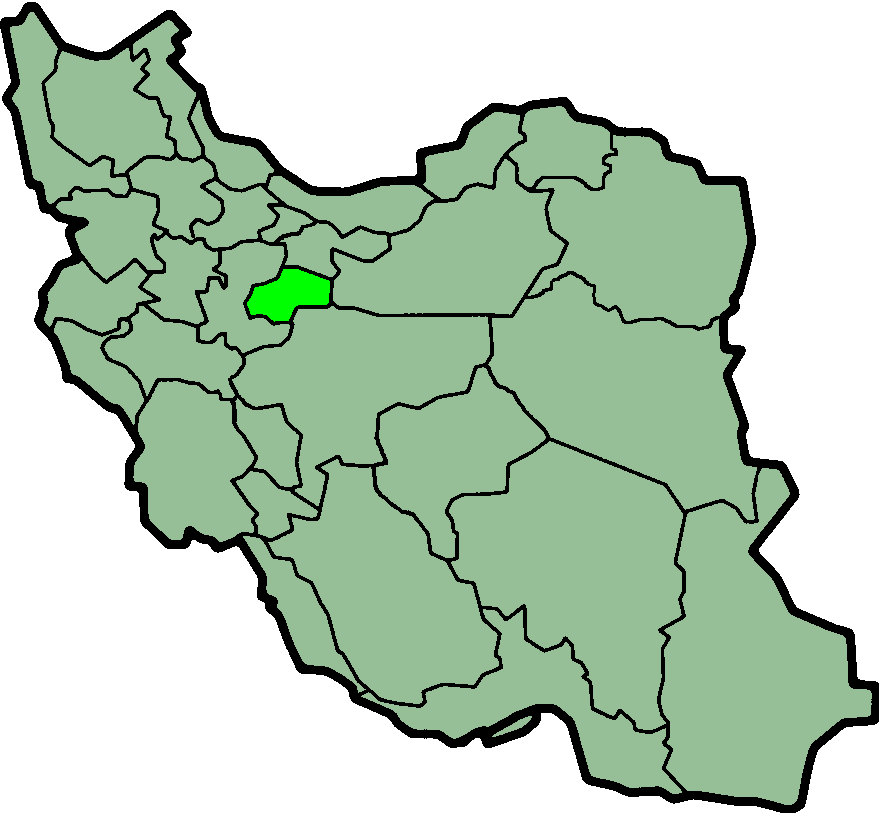
쿰주

곰주(페르시아어: استان قم)는 이란을 구성하는 31개 주 가운데 하나로, 이란 북부에 위치하고 있다. 주도는 곰이며 면적은 11,526km2, 인구는 1,064,456명(2005년 기준)이다.

## 인구
| 연도  | 인구      | ±%      |
| ----- | --------- | ------- |
| 1956  | 160,981   | —       |
| 1966  | 179,862   | +11.7%  |
| 1976  | 293,620   | +63.2%  |
| 1986  | 616,963   | +110.1% |
| 1991  | 757,147   | +22.7%  |
| 1996  | 853,044   | +12.7%  |
| 2006  | 1,046,737 | +22.7%  |
| 2011  | 1,151,672 | +10.0%  |
| 출처: |           |         |